# Bdellocephala
Bdellocephala és un gènere de triclàdide dendrocèlid que habita l'aigua dolça de diverses regions d'Euràsia.

## Morfologia
A diferència de tots els altres triclàdides, Bdellocephala no té una papil·la peniana ben desenvolupada. D'altra banda, la paret que revesteix el lumen penià presenta molts plecs regulars. Aquests dos caràcters s'han proposat com a sinapomorfies del gènere.

## Distribució
Bdellocephala es troba a Europa, el llac Baikal, el krai de Khabàrovsk, l'illa Sakhalín, la península de Kamtxatka, Japó i el nord de la Xina. S'ha proposat que Bdellocephala presentava una distribució contínua a Euràsia abans del Quaternari. Aquesta àmplia presència al continent hauria quedat fragmentada per les últimes glaciacions.
El llac Baikal concentra set de les dotze espècies conegudes del gènere.

## Taxonomia
- Bdellocephala angarensis
- Bdellocephala annandalei
- Bdellocephala baicalensis
- Bdellocephala bathyalis
- Bdellocephala borealis
- Bdellocephala brunnea
- Bdellocephala grubiiformis
- Bdellocephala melanocinerea
- Bdellocephala punctata
- Bdellocephala roseocula
- Bdellocephala stellomaculata
- Bdellocephala ushkaniensis